# Lottery (노래)
"Lottery"는 캐나다의 가수 루 칼라가 피처링한 미국의 래퍼 라토의 싱글로, 스트림컷과 RCA 레코드를 통해 2023년 2월 17일에 발매되었다. 빌보드 핫 100 83위를 기록했다.

## 배경
라토는 2023년 1월 31일에 "Pop Latto loading..."이라는 설명과 함께 노래의 일부분을 자신의 인스타그램에 공개했다. 2월 9일에는 공식 발매 날짜를 발표했다.

## 음악 및 가사
라토는 자신과 사귀는 것은 복권에 당첨되는 것과 같은 큰 행운이라고 주장한다. 루 칼라는 시트를 벗기고 더티 판타지를 드러내는 것에 대해 노래한다.

## 평가
<핫뉴힙합>의 헤일리 하인스는 노래를 '매우 핫하다'고 평했다. 그는 "라토는 자신만의 길을 개척하는 데 문제가 없었다는 것을 확실히 증명하고 있다"고 적었다.
<코스모폴리탄>의 크리스텐 존슨은 노래를 "70년대에 영감을 받은, 기분을 좋게 하는 나쁜 년 앤섬"이라고 평했다. <나일론>의 스테파니 왕은 이를 "반짝이는 바비 핑크 디스코 넘버"라고 묘사했다.

## 뮤직 비디오
챈들러 래스 감독은 "재미있고, 분홍색이고, 소녀스럽고, 행복한 세상을 만들고 싶었다"고 밝혔다. 뮤직 비디오에서 라토는 리무진을 타고 라스베가스를 돌아다니다가 카지노를 방문한 후 웨딩 채플에 나타난다. 또한 성 역할을 뒤집고 여성도 보스가 될 수 있다는 것을 보여주기 위해 그녀 주변의 남자들이 돈을 세고 다림질하는 장면이 나온다.

## 상업적 성과
"Lottery"는 루 칼라의 노래 중 처음으로 빌보드 핫 100에 진입했다.

## 차트
| 차트 (2023)                     | 최고 순위 |
| ------------------------------- | --------- |
| 캐나다 (캐나디안 핫 100)        | 51        |
| 미국 빌보드 핫 100              | 83        |
| 미국 핫 알앤비/힙합 송 (빌보드) | 29        |